# منطقة جالاندهار
جالاندهار رمزها «JA» (بالإنجليزية: Jalandhar)‏ ، هو تقسيم إداري لدولة الهند تتبع ولاية بنجاب (بالإنجليزية: Punjab)‏ ، مركزها هو مدينة جالاندهار (بالإنجليزية: Jalandhar)‏ عدد سكانها حسب تعداد سنة 2001 هو 1,953,508 ، مساحتها 2,658 كم² وكثافة السكان 735 لكل كم² .